# Dauw

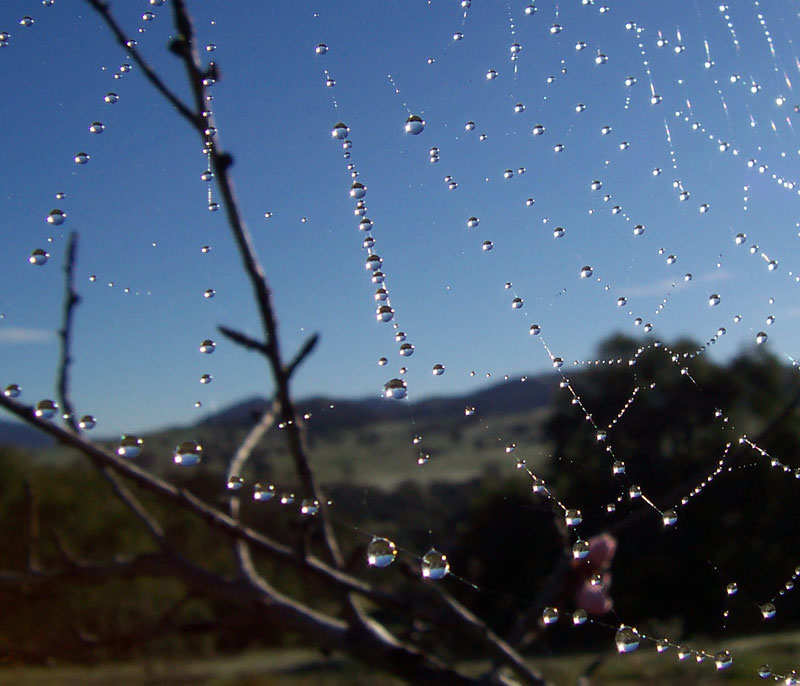
Dauwdruppels op een spinnenweb

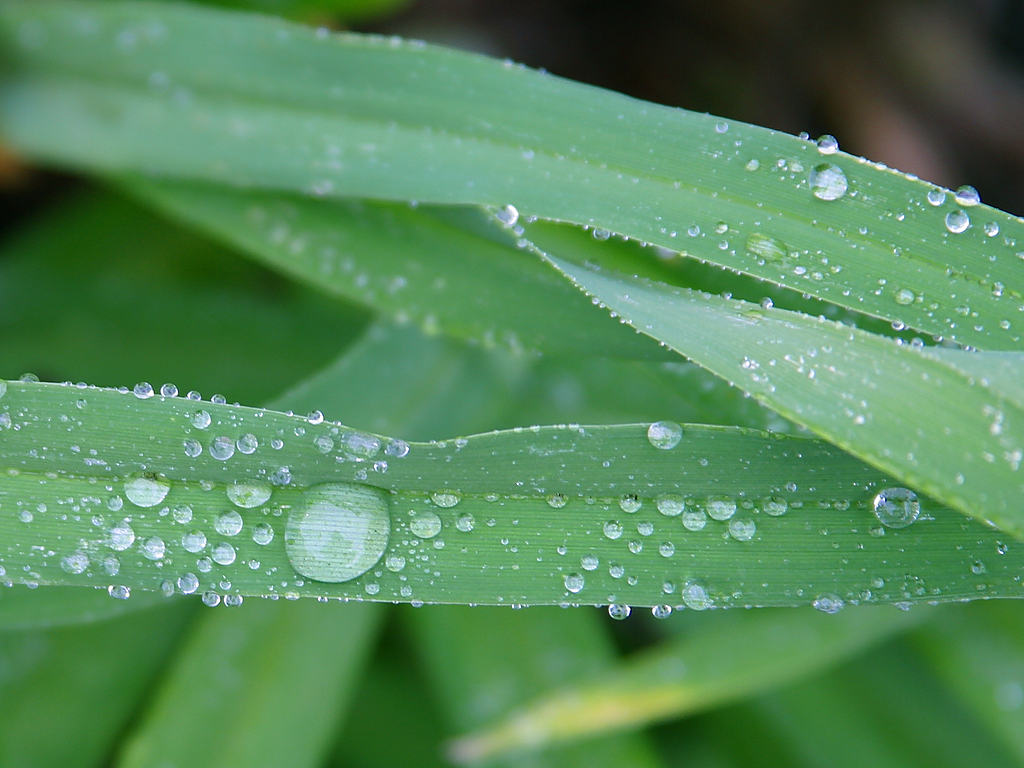
Dauw op een plant

Dauw is een vorm van neerslag die ontstaat als waterdamp in de lucht op vaste voorwerpen condenseert.
Dauw ontstaat als de temperatuur van de lucht daalt tot onder het dauwpunt. Dit is de temperatuur waarbij de waterdampdruk van de luchtlaag vlak boven het aardoppervlak het verzadigingspunt bereikt. Dauw treedt meestal op rond zonsopgang in gebieden met een hoge luchtvochtigheid. Samen met dauw treedt ook guttatie op. Ook in woestijngebieden die grenzen aan een oceaan zoals de kust van Namibië of het noorden van Chili komt het verschijnsel, vaak tezamen met mist voor. De grote temperatuurverschillen tussen dag en nacht die gewoonlijk in een woestijn voorkomen spelen daar een belangrijke rol bij.
De hoeveelheid dauw kan gemeten worden met behulp van een drosometer.

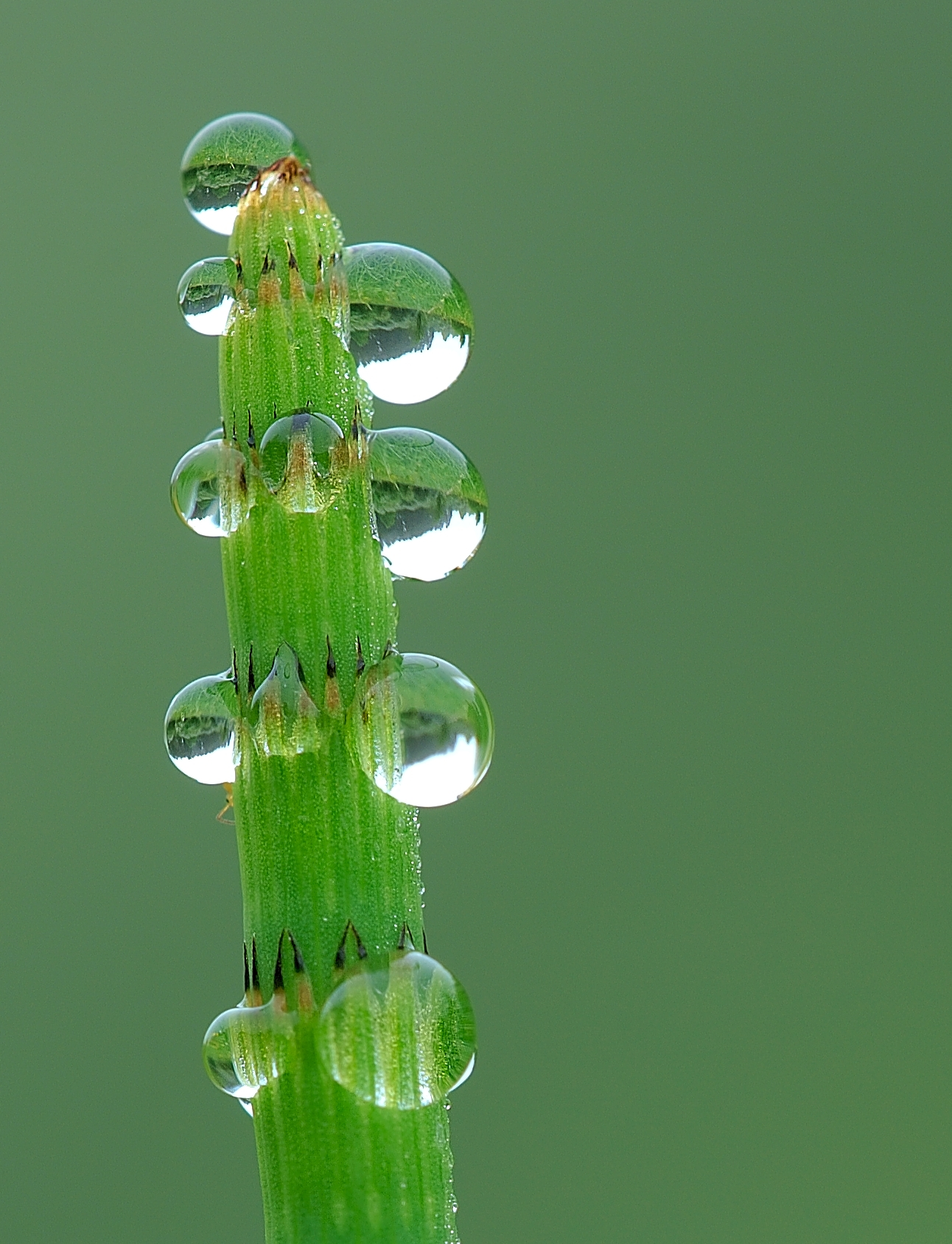
Dauwdruppels op equisetum fluviatile